# Grupo de Ejércitos Archiduque Carlos
El Grupo de Ejércitos Archiduque Carlos (en alemán: Heeresgruppe "Erzherzog Karl") fue un grupo de ejércitos de Austria-Hungría durante la I Guerra Mundial, fundado en junio de 1916 para luchar contra el Imperio ruso en el frente oriental y después en la campaña contra el Reino de Rumania. Fue nombrado como su comandante, el Mariscal de Campo Archiduque Carlos Francisco José, que comandó la formación hasta octubre de 1916. Al mes siguiente, se convirtió en el último emperador de Austria-Hungría. El grupo de ejércitos consistía del 1.º y 7.º Ejércitos.

## Historia
El grupo de ejércitos fue formado en junio de 1916 bajo el mando del Archiduque Carlos con el propósito de detener el avance ruso durante la Ofensiva Brusilov. Fue establecido como parte de una reforma de los siete grupos de ejército en el frente, con la formación del Archiduque Carlos incluyendo aquellas bajo el mando de Karl von Pflanzer-Baltin y Felix von Bothmer. Conjuntamente, el nuevo grupo de ejércitos cubría un frente que se extendía desde el suroeste de Brody hasta Bucovina. El grupo de ejércitos estuvo enzarzado en luchar contra el Ejército Imperial Ruso durante ese tiempo, y como tal era considerado como una parte importante del frente oriental. El Mayor General Hans von Seeckt, que había servido como jefe de Estado Mayor a las órdenes de August von Mackensen, fue transferido en verano de 1916 para convertirse en el jefe de Estado Mayor del grupo de ejércitos. Carlos y Seeckt obraron con corrección y su grupo de ejércitos, junto con otras unidades, fueron capaces de detener el avance ruso en los Cárpatos.
Durante el verano, las fuerzas del Archiduque fueron reasignadas para unirse al 9.º Ejército alemán en Rumania, que había declarado la guerra a las Potencias Centrales en agosto. El grupo de ejércitos participó en la expulsión de las fuerzas rumanas sobre el río Seret hacia el norte de la moderna Moldavia. El 1.º Ejército, que era parte del mando del Archiduque Carlos, después protegió la frontera nordeste de Transilvania con Moldavia, controlada por Rumania, que es donde se basaba el gobierno rumano.
El grupo de ejércitos fue reorganizado como Grupo de Ejércitos Archiduque José en octubre-noviembre de 1916, cuando Carlos asumió el trono como emperador de Austria-Hungría. El mando de la nueva formación fue dado al Archiduque José Augusto y fue transferido al frente italiano, con Seeckt permaneciendo como jefe de Estado Mayor hasta 1917.

## Organización
El Grupo de Ejércitos Archiduque Carlos consistía del 1.º Ejército y el 7.º Ejército. El grupo de ejércitos fue la única formación austrohúngara que era independiente del mando alemán en ese punto de la guerra, aunque el jefe de Estado Mayor Seeckt ejercía mucho control sobre sus operaciones.

## Comandantes
|   | Rango             | Nombre                           | Desde         | Hasta           |
| - | ----------------- | -------------------------------- | ------------- | --------------- |
| 1 | Mariscal de Campo | Archiduque Carlos Francisco José | Junio de 1916 | Octubre de 1916 |

## Jefes de Estado Mayor
|   | Rango         | Nombre                 | Desde         | Hasta           |
| - | ------------- | ---------------------- | ------------- | --------------- |
| 1 | Coronel       | Alfred von Waldstätten | Junio de 1916 | Julio de 1916   |
| 2 | Mayor General | Hans von Seeckt        | Julio de 1916 | Octubre de 1916 |